# Synagoge (Hörden)

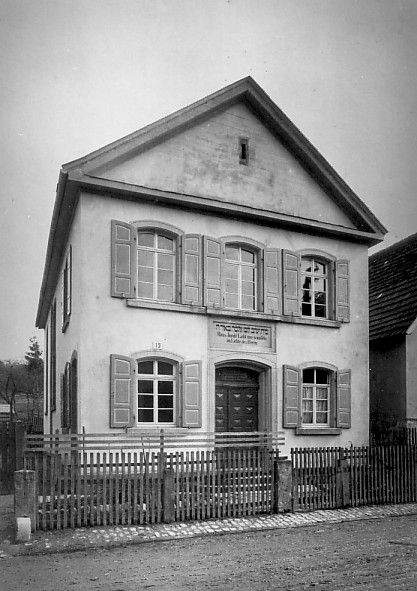
Synagoge in Hörden (vor 1928)

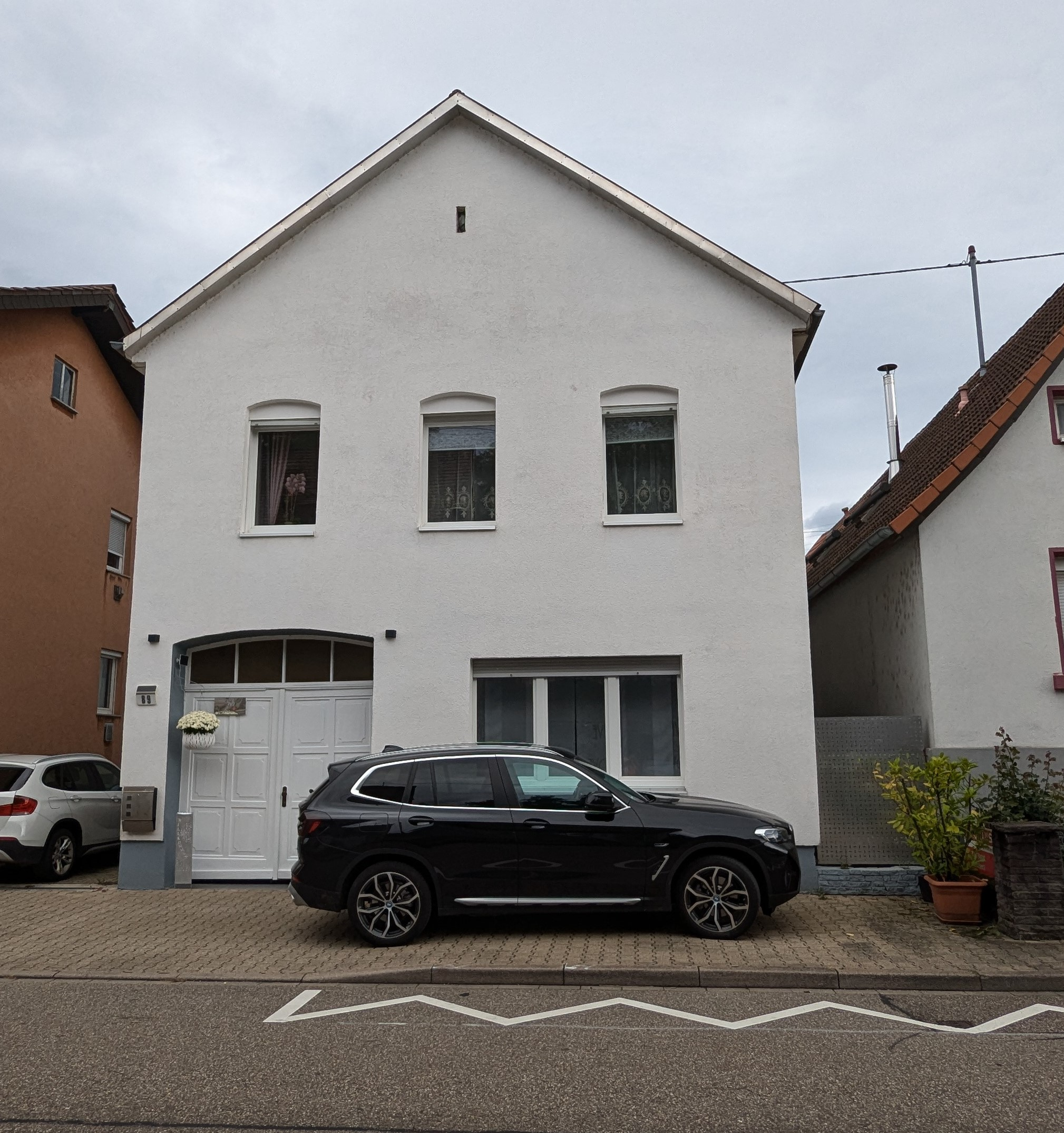
Landstraße 89 im September 2024

Die Synagoge in Hörden war das Gotteshaus der dortigen jüdischen Gemeinde. Hörden ist heute ein Stadtteil von Gaggenau in Baden-Württemberg.

## Jüdische Gemeinde Hörden
Die erste Erwähnung von Juden in Hörden stammt aus dem Jahr 1683. Bis 1864 stieg die Zahl jüdischer Einwohner, die oft als „Bändeljuden“ Handel mit Leinenbändern trieben, in Hörden an. Damals wurden 80 Einwohner jüdischen Glaubens gezählt. Danach ging die Zahl wieder stark zurück: Im Jahr 1900 lebten noch 35 jüdische Einwohner in Hörden, im Jahr 1933 waren es nur noch 14. Die jüdische Gemeinde in Hörden bestand bis 1928; danach noch in Verbindung mit der Gernsbacher Gemeinde bis 1939. Die Kinder gingen in die örtliche Schule und erhielten Religionsunterricht in einem Raum der Synagoge. Die Toten wurden auf dem Friedhof in Kuppenheim beigesetzt.

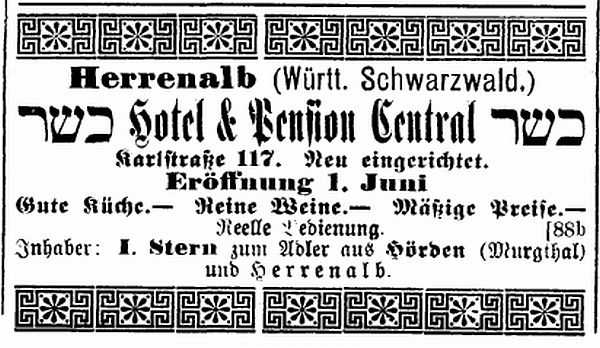
Der Familie Stern gehörte auch das Hotel Central in Bad Herrenalb

Im Jahr 1938 waren noch mehrere Geschäfte und das Gasthaus „Zum Adler“ im Besitz jüdischer Familien. Die Einrichtung des Gasthauses wurde in der Reichspogromnacht zerstört, der Wirt Ludwig Stern kam im KZ Dachau um. Insgesamt kamen mindestens sieben von den letzten 14 jüdischen Einwohnern in Hörden in der Zeit des Nationalsozialismus ums Leben. Bürgermeister Schwan, der im Jahr 1936 starb, versuchte nach der Machtübernahme der Nationalsozialisten die jüdischen Einwohner zu schützen und wurde deshalb im Stürmer verleumdet. Der jüdische Einwohner Julius Maier, Inhaber eines Textilwarenhauses, wurde noch 1935 zum Ehrenkommandanten der Hördener Feuerwehr ernannt, was kurz darauf rückgängig gemacht werden musste. Maier gehörte zu den letzten vier Juden in Hörden. Sein Geschäft wurde 1938 demoliert, er selbst wurde in das Camp de Gurs deportiert und starb im KZ Auschwitz.

## Synagoge
Nachdem zunächst nur ein Betsaal genutzt worden war, bildete sich 1839 ein Synagogenrat. Auf dem heutigen Grundstück Landstraße 89 wurde in den Jahren 1860 bis 1862 eine Synagoge errichtet, in der sich auch der Unterrichtsraum für die Kinder sowie die Wohnung des Lehrers und Vorsängers befanden. Sie wurde am 4. Februar 1862 eingeweiht. Am 15. März 1928 ging sie nach Auflösung der Gemeinde in den Besitz von zwei Privatpersonen über, die sie zum Wohnhaus umbauen ließen. Der Erlös in Höhe von 6050 Mark wurde für den Neubau der Gernsbacher Synagoge genutzt. Da die Hördener Synagoge schon 1928 profaniert worden war, war das Gebäude von den Ausschreitungen in der Reichspogromnacht 1938 nicht betroffen und existiert nach wie vor. Eine Gedenktafel wurde nicht daran angebracht.